# Ogyges championi
Ogyges championi es una especie de coleóptero de la familia Passalidae.

## Distribución geográfica
Habita en México, Guatemala, El Salvador y Nicaragua.